# Foulard scout

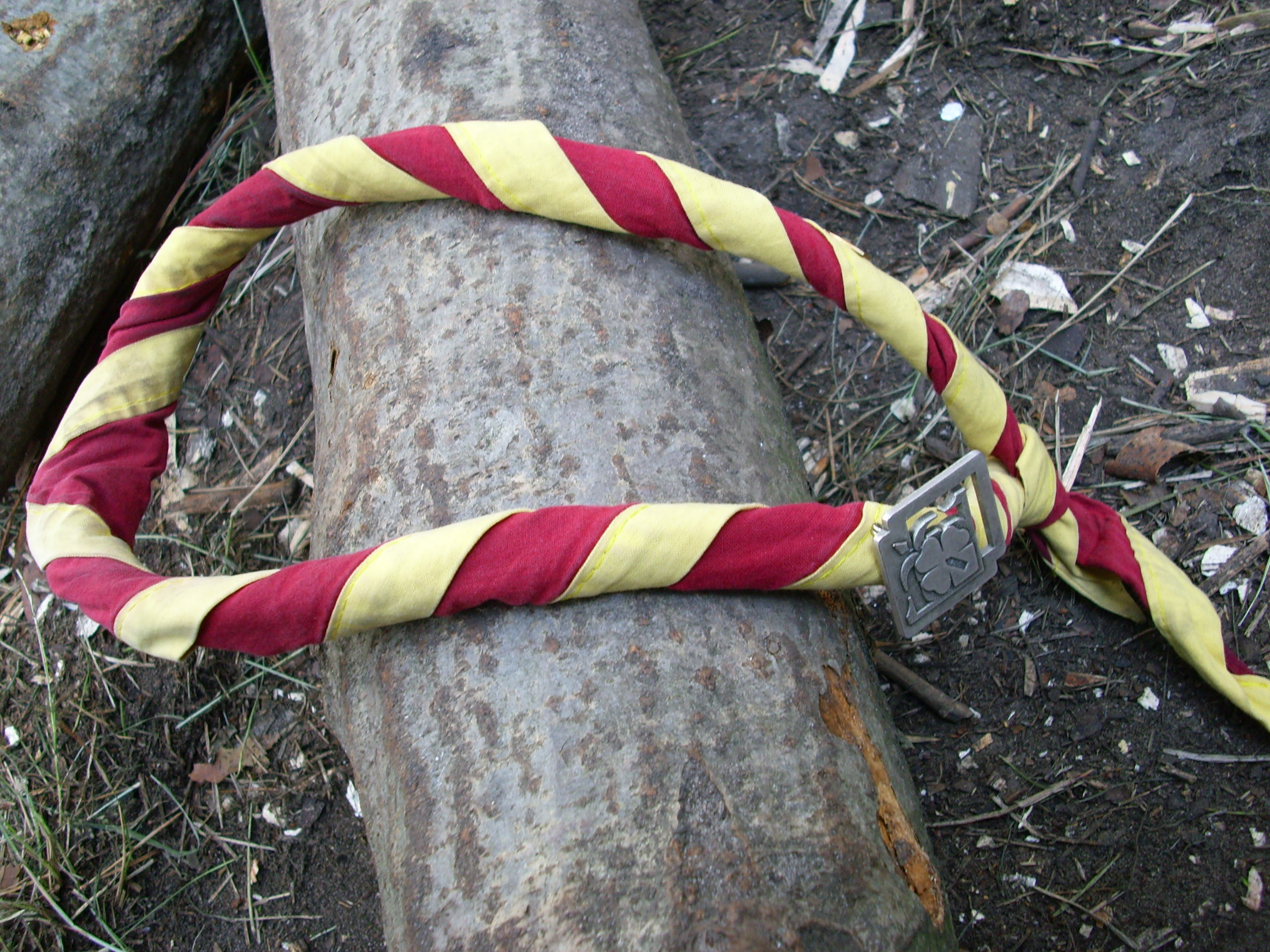
Exemple de foulard scout

Le foulard scout est une pièce de tissu triangulaire et généralement bicolore, symbolisant chaque unité scoute.
Il fait partie de la tenue commune à tous les scouts. Ils sont différents et, généralement, indiquent d'où l'on vient, ou à quel groupe on appartient. Cependant, le foulard peut parfois donner d'autres informations, par exemple à la DPSG, la plus importante organisation scoute et catholique allemande, la couleur du foulard indique la tranche d'âge à laquelle le scout appartient.
À l'origine, le foulard était un rappel des aventuriers de l'Ouest américain. Il servait aussi à protéger la tête du jeune dormeur lors des nuits sous tente.
Les foulards de groupe sont parfois bicolores, éventuellement avec un double liseré.
La façon d'attacher le foulard varie selon le type d'unités : il est le plus souvent passé dans une bague de foulard, souvent composée d'un nœud appelé bonnet turc, mais aussi parfois d'un passant de cuir.
Cependant, il peut être remplacé par deux nœuds coulants ou par un nœud carré, en particulier chez les louveteaux et chez les Jeannettes.